# Ребека (филм)
Ребека (енгл. Rebecca) је амерички љубавни психолошки трилер из 1940. године, који је режирао Алфред Хичкок, коме је ово био први амерички пројекат. Сценарио су написали Роберт Е. Шервуд и Џоун Харисон, а филм је снимљен по истоименом роману Дафне ди Морије. Главне улоге играју: Лоренс Оливије, Џоун Фонтејн и Џудит Андерсон.
Филм је издат 12. априла 1940. и остварио је критички и комерцијални успех. Био је номинован за једанаест Оскара, од којих је освојио оне за најбољи филм и најбољу фотографију. Конгресна библиотека је 2018. изабрала овај филм за очување у Националном регистру филмова због свог „културног, историјског или естетског значаја”.

## Радња
Максим де Винтер стоји на ивици литице и размишља да ли да скочи. Млада жена виче на њега и зауставља га, али он је грубо замоли да оде.
Касније у Монте Карлу на француској ривијери, иста млада жена одседа са својом помпезном старом сапутницом, госпођом Ван Хопер, и поново се сусреће са аристократским удовцем Максимом де Винтером, који сада делује много опуштеније, и између њих се јавља обострана привлачност. Иако јој госпођа Ван Хопер каже да је он још увек опседнут својом преминулом женом, Ребеком, за коју је речено да се удавила у мору близу Мендерлеја, она убрзо постаје друга госпођа де Винтер.
Максим води своју нову невесту у Мендерлеј, своју велику вилу поред мора у југозападној Енглеској, у којој доминира домаћица, госпођа Денверс, хладна особа која је била од поверења прве госпође де Винтер, чију смрт није заборавила. Чак је и очувала Ребекину велику спаваћу собу непромењеном и истиче разне предмете који носе њен монограм.
Временом, његова стална подсећања на Ребекин гламур и софистицираност убеђују нову госпођу де Винтер да је Максим још увек заљубљен у своју прву жену, што би могло да објасни његове ирационалне изливе беса. Она покушава да угоди свом мужу тако што приређује костимирану забаву као што су он и Ребека некада радили. Госпођа Денверс јој саветује да копира хаљину коју једна од Максимових преткиња носи на портрету. Ипак, када се појави у костиму, Максим је згрожен јер је Ребека носила идентичну хаљину на свом последњем балу, непосредно пре смрти.
Госпођа де Винтер се суочава са госпођом Денверс око овога, али Денверсова јој каже да она никада не може заузети Ребекино место и скоро је убеђује да скочи у смрт са прозора на другом спрату у Ребекиној соби. У том тренутку, међутим, диже се узбуна јер се због магле један брод насукао и у спасавању његове посаде откривен је потопљени чамац са Ребекиним телом у њему.
Максим сада признаје својој новој жени да је његов први брак био лажан од самог почетка када је Ребека изјавила да нема намеру да се придржава својих завета, већ да ће се претварати да је савршена жена и домаћица само због себе. Када је тврдила да је затруднела са својим рођаком и љубавником, Џеком Фавелом, исмевала је Максима да би имање могло прећи на неког ван његове крвне линије. Током жестоке свађе, пала је, ударила се у главу и умрла. Да би прикрио истину, Максим је изнео тело до чамца, који је потом потопио и идентификовао друго тело као Ребекино.
Криза доводи до тога да друга госпођа де Винтер одустане од наивности док обоје планирају да докажу Максимову невиност. Када полиција тврди да постоји могућност самоубиства, Фавел покушава да уцени Максима претећи да ће открити да Ребека никада није била суицидна. Када Максим оде у полицију, сумњиче га за убиство. Међутим, даља истрага открива да она није била трудна већ неизлечиво болесна од рака, тако да пресуда о самоубиству остаје. Максим схвата да је Ребека покушавала да га наведе да је убије путем индиректног самоубиства како би Максим био уништен.
Као слободан човек, Максим се враћа кући и види Мендерлеј у пламену, а пожар је подметнула поремећена госпођа Денверс. Сви беже осим госпође Денверс, који умире када се плафон сруши на њу.

## Улоге
| Глумац          | Улога                   |
| --------------- | ----------------------- |
| Лоренс Оливије  | Максим де Винтер        |
| Џоун Фонтејн    | друга госпођа де Винтер |
| Џорџ Сандерс    | Џек Фавел               |
| Џудит Андерсон  | госпођа Денверс         |
| Најџел Брус     | мајор Џајлс Лејси       |
| Реџиналд Дени   | Френк Кроули            |
| Ч. Обри Смит    | пуковник Џулијан        |
| Гледис Купер    | Беатрис Лејси           |
| Флоренс Бејтс   | госпођа Едит ван Хопер  |
| Мелвил Купер    | погребник               |
| Лио Г. Карол    | др Бејкер               |
| Ленард Кари     | Бен                     |
| Ламсден Хер     | Табс                    |
| Едвард Филдинг  | Фрит                    |
| Форестер Харви  | Чолкрофт                |
| Мери Вилијамс   | главна собарица         |
| Кира Тејт       | собарица                |
| Роуз Трејс      | собарица                |
| Сандра Филип    | собарица                |
| Кели Сандертон  | собарица                |
| Харијета Бодвон | кућепазитељка           |

Алфред Хичкок, као и у већини својих филмова, има камео улогу; он се при крају филма види како хода, окренут леђима ка публици, испред телефонске говорнице непосредно након што Џек Фавел заврши позив.